# Liste des églises des Bouches-du-Rhône
La liste des églises des Bouches-du-Rhône recense de manière exhaustive les églises situées dans le département français des Bouches-du-Rhône. Il est fait état des diverses protections dont elles peuvent bénéficier, et notamment les inscriptions et classements au titre des monuments historiques.
En ce qui concerne le culte catholique, toutes les églises sont situées dans l'archidiocèse de Marseille et de l'archidiocèse d'Aix-en-Provence et Arles.

## Statistiques

### Nombres
Le département des Bouches-du-Rhône comprend 119 communes au 1er janvier 2022.
Depuis 2020, l'archidiocèse de Marseille compte 110 paroisses, et l'archidiocèse d'Aix-en-Provence et Arles compte 118 paroisses.

## Classement
Le classement ci-après se fait par commune selon l'ordre alphabétique.
Il est fait état des diverses protections dont elles peuvent bénéficier, et notamment les inscriptions et classements au titre des monuments historiques.

## Liste

### Église grecque-melkite-catholique
| Église                                    | Commune   | Adresse | Coordonnées                      | Notice         | Protection | Date | Illustration                              |
| ----------------------------------------- | --------- | ------- | -------------------------------- | -------------- | ---------- | ---- | ----------------------------------------- |
| Église Saint-Nicolas-de-Myre de Marseille | Marseille |         | 43° 17′ 19″ nord, 5° 22′ 49″ est | « PA13000083 » | Inscrit MH | 2016 | Église Saint-Nicolas-de-Myre de Marseille |

### Culteprotestant
| Église                                                                     | Commune                   | Adresse | Coordonnées                      | Notice         | Protection | Date | Illustration                                              |
| -------------------------------------------------------------------------- | ------------------------- | ------- | -------------------------------- | -------------- | ---------- | ---- | --------------------------------------------------------- |
| Temple protestant d'Aix-en-Provence                                        | Aix-en-Provence           |         | à géolocaliser                   |                |            |      | Image manquante Téléverser                                |
| Temple de l'Église évangélique réformée d'Aix-en-Provence                  | Aix-en-Provence           |         | 43° 31′ 37″ nord, 5° 26′ 51″ est |                |            |      | Temple de l'Église évangélique réformée d'Aix-en-Provence |
| Temple protestant d'Arles                                                  | Arles                     |         | 43° 40′ 31″ nord, 4° 37′ 38″ est | « PA00081187 » | Inscrit MH | 1945 | Temple protestant d'Arles                                 |
| Temple protestant de La Roque-d'Anthéron                                   | La Roque-d'Anthéron       |         | à géolocaliser                   |                |            |      | Image manquante Téléverser                                |
| Temple protestant de Saint-Roch                                            | Lambesc                   |         | à géolocaliser                   |                |            |      | Image manquante Téléverser                                |
| Temple protestant de Martigues                                             | Martigues                 |         | 43° 23′ 55″ nord, 5° 03′ 07″ est |                |            |      | Image manquante Téléverser                                |
| Temple de l'église protestante unie de France de Port-Saint-Louis-du-Rhône | Port-Saint-Louis-du-Rhône |         | à géolocaliser                   |                |            |      | Image manquante Téléverser                                |
| Temple protestant de Salon-de-Provence                                     | Salon-de-Provence         |         | à géolocaliser                   |                |            |      | Temple protestant de Salon-de-Provence                    |

### Église orthodoxe
| Église                                                                     | Commune         | Adresse            | Coordonnées                      | Notice | Protection | Date | Illustration               |
| -------------------------------------------------------------------------- | --------------- | ------------------ | -------------------------------- | ------ | ---------- | ---- | -------------------------- |
| Église orthodoxe roumaine Saint-Jean-de-Cassien des Granettes              | Aix-en-Provence |                    | 43° 32′ 08″ nord, 5° 23′ 24″ est |        |            |      | Image manquante Téléverser |
| Chapelle orthodoxe grecque de la Dormition-de-la-Vierge de Salin-de-Giraud | Arles           | Rue du Jeu de Mail | à géolocaliser                   |        |            |      | Image manquante Téléverser |